# 18년

## 연호
- 신(新) 천봉(天鳳) 5년

## 기년
- 신(新) 왕망(王莽) 11년
- 신라(新羅) 남해 차차웅(南解次次雄) 15년
- 고구려(高句麗) 유리명왕(瑠璃明王) 37년 / 대무신왕(大武神王) 원년
- 백제(百濟) 온조왕(溫祚王) 36년

## 사건
- 신라, 경주에 가뭄이 들었다. 고구려에 복종하는 일곱 나라가 신라에 와서 투항하였다.
- 음력 7월, 신라에 메뚜기떼의 재해가 있어 백성들이 굶주렸으므로 창고의 곡식을 풀어 그들을 진휼하였다.
- 고구려, 유리명왕 차남 무휼에게 왕의 자리 물려주고 세상을 떠남. 무휼, 대무신왕으로 왕의 자리에 오름.

그의 나이는 27세.

## 사망
- 고구려 2대 태왕 유리명왕 (기원전 38년~)

## 참고 문헌
- 김부식 (1145). 〈권제1  남해 차차웅 條〉. 《삼국사기》.
- 일연 (1281). 〈권제1 남해 차차웅 條〉. 《삼국유사》.